# Rewizja senatora Manaseina
Rewizja senatora Manaseina – rewizja przeprowadzona w guberni kurlandzkiej i inflanckiej przez Nikołaja Awksientiewicza Manaseina w latach 1882–1883. Miała na celu zbadanie konfliktów pomiędzy ziemiaństwem niemieckim a chłopami narodowości łotewskiej i estońskiej. W jej wyniku znacznie osłabiono pozycję Niemców i rozpoczęto proces rusyfikacji w guberniach bałtyckich.

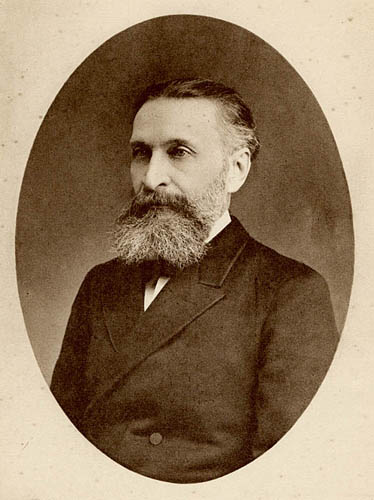
Senator Nikołaj Awksientiewicz Manasein

## Rewizja

### Przyczyny
W skład imperium Rosyjskiego wchodziły trzy gubernie bałtyckie: kurlandzka, inflancka i estońska. Większość ludności stanowili w nich Łotysze i Estończycy (głównie chłopi), jednak warstwę rządzącą – ziemiaństwo – stanowili Niemcy bałtyccy. Z tego powodów dochodziło do licznych konfliktów na tle zarówno klasowym, jak i narodowościowym. Niemcom sprzyjał car Aleksander II Romanow, który został zamordowany 1 marca 1881 roku. Germanofilstwa ojca nie podzielał natomiast jego syn i następca Aleksander III Romanow – wpływ na jego poglądy mogła mieć książka Okrainy Rossii Jurija Samarina. O planach zmian w guberniach świadczą uwagi naniesione przez cara na marginesach sprawozdań gubernatorów za rok 1881.
W tej sytuacji car zdecydował się na przeprowadzenie rewizji w guberniach bałtyckich. Zadanie to powierzył senatorowi Nikołajowi Manaseinowi. Był to urzędnik w randze tajnego radcy (III klasa cywilna), który wcześniej dwukrotnie już pełnił urząd rewizora – w 1870 roku w guberni smoleńskiej i w 1874 roku w guberni wołogodzkiej. Car o swojej decyzji poinformował zainteresowanego 20 stycznia 1882 roku, zaś oficjalny rozkaz wydał 23 stycznia. Zasięg rewizji został ograniczony do guberni kurlandzkiej i inflanckiej, bowiem dzięki zabiegom marszałka szlachty z guberni estońskiej Wilhelma von Wrangella została ona z niej wyłączona. Został on mianowicie ostrzeżony co do niebezpieczeństwa grożącego z rewizji przez byłego ministra sprawiedliwości Konstantina von der Pahlena, po czym napisał raport skierowany do cara, w którym przekonywał, że zna on sam dobrze warunki panujące w guberni z racji częstego pobytu w Hapsalu przed objęciem tronu.
Oficjalne przyczyny rewizji zostały wymienione w sprawozdaniu, które Manasein napisał po jej zakończeniu. Jako główny argument przedstawione zostały prośby Niemców bałtyckich kierowane do Ministerstwa Spraw Wewnętrznych w sprawie przeciwdziałania propagandzie socjalistycznej. Wzięto także pod uwagę skargi ludności łotewskiej i estońskiej na dominację i ucisk niemiecki. Rewizja miała więc na celu zbadanie konfliktu narodowościowego między tymi grupami. W szczególności zbadać miały zastane stosunki w Kościele luterańskim, gdzie za sprawą patronatu zdecydowana większość pastorów była pochodzenia niemieckiego. Na polecenie ministerstw sprawiedliwości i spraw wewnętrznych rewizja miała dodatkowo zbadać kwestie sądownictwa, policji i języka urzędowego.

### Przebieg
Wizytacja guberni rozpoczęła się 5 maja 1882 roku. Spotkała się ona z żywym odzewem ludności łotewskiej i estońskiej, która przekazała Manaseinowi około 20 tysięcy skarg i postulatów. Napływały one również z guberni estońskiej, skąd w lipcu przybyła do senatora delegacja chłopska (w listopadzie chłopi estońscy wysłali petycję do ministra spraw wewnętrznych w sprawie rozszerzenia rewizji na ich gubernię). Wnioski chłopstwa polegały głównie na przeciwdziałaniu niemieckiemu ziemiaństwu, przerwaniu germanizacji, pojawiały się też postulaty ekonomiczne. Radykalniejsze postulaty wypływały ze środowiska młodołotyszy. W imieniu Ryskiego Towarzystwa Łotewskiego na ręce Manaseina memorandum przekazali między innymi Krišjānis Kalniņš i Frīdrihs Grosvalds. Zakładało ono wprowadzenie daleko idących zmian, takich jak wprowadzenie łotewskiego i estońskiego jako języka urzędowego i nauczania, wybór pastorów i starszych gminy przez zgromadzenie parafialne, ułatwienie chłopom wykupu ziemi znajdującej się na terenie majątków niemieckich, zniesienie zwierzchnictwa ziemian nad policją czy przekształcenie trzech guberni bałtyckich w dwie, po granicy etnicznej.
Inne było nastawienie do rewizji Niemców bałtyckich. Najwięcej trudności przysporzył Manaseinowi gubernator inflancki, Alexander von Üxküll-Gyllenband, który przez pół roku wstrzymywał wysłanie ankiet do urzędników niższych szczebli. Senator powołał specjalną komisję, która miała sądzić urzędników wybranych przez ziemian, czym jeszcze bardziej zraził do siebie Niemców.
Manasein zakończył rewizję 31 sierpnia 1883 roku, zaś oficjalne pożegnanie senatora odbyło się 15 października 1883 roku.

### Raport
W 1884 roku Manasein przedstawił carowi oficjalne sprawozdanie, w którym zawarł swoje spostrzeżenia i wnioski. Ich zakres był bardzo szeroki, dotyczyły one między innymi sądownictwa, edukacji, administracji i policji. Krytykował on wpływy Niemców bałtyckich w tych dziedzinach i postulował wprowadzenie prawodawstwa rosyjskiego z 1864 roku. Zalecał zniesienie autonomii uniwersytetu dorpackiego, przeniesienie nauczania teologii luterańskiej do Petersburga oraz wzmocnienie pozycji języka rosyjskiego w szkołach – miał być obowiązkowo wykładany w szkołach ludowych, zaś na kolejnych szczeblach edukacji miał być językiem nauczania. Proponował on zastąpienie trzech guberni bałtyckich dwiema: rewelską i ryską, opartymi na granicach językowych. Dokument został ujawniony dopiero w połowie XX wieku.

### Konsekwencje
Przeprowadzona rewizja ułatwiła Manaseinowi dalsze awanse – w latach 1887–1894 był Ministrem Sprawiedliwości Imperium Rosyjskiego. W tym czasie realizował część z własnych postulatów dotyczących guberni bałtyckich. W guberniach bałtyckich rozpoczął się proces rusyfikacji. Tak na przykład w dziedzinie oświaty w 1885 roku szkoły ludowe przeszły pod nadzór Ministerstwa Oświaty. Język rosyjski jako język nauczania wprowadzono kolejno 10 kwietnia 1887 roku w gimnazjach publicznych, 23 maja 1889 roku w prywatnych, zaś 17 kwietnia 1890 roku w szkołach żeńskich. Od 9 listopada 1889 roku rosyjski stał się językiem urzędowym we władzach miejskich. Jednocześnie z kampanią językową wzmocniono pozycję Rosyjskiego Kościoła Prawosławnego. Reformy policji i sądownictwa wprowadzono odpowiednio 9 czerwca 1888 roku i 9 lipca 1889 roku. Pozycja ziemiaństwa niemieckiego została znacząco osłabiona.